# De ornatu mulierum
El De ornatu mulierum és una tractat de cosmètica medieval, obra de Trotula de Ruggiero.
La primera versió més completa i antiga del manuscrit data del voltant del segle xiii i va ser redescoberta a Madrid com a part d'una àmplia col·lecció de tractats mèdics. Es tracta del més antic tractat de cosmètica que ha perviscut fins avui. Se l'anomena també "Trotula menor" amb relació a la més gran obra de la mateixa autora, el De passionibus mulierum ante en et post partum ("Sobre les malalties de les dones primerenques i després del part"), anomenada també "Trotula major".
El treball tracta de maquillatge i higiene. També hi ha instruccions per preparar i utilitzar preparacions per al rostre i el cabell i consells per millorar el benestar mitjançant "saunes" i massatges. Al contrari del context històric en què s'insereix l'obra, els cosmètics no són un aspecte frívol: al contrari, en expressar el concepte de bellesa de Tròtula, la dona s'ha d'esforçar perquè entri en harmonia amb la filosofia de la natura, per a la qual la seva inspiració mèdica va ser la bellesa com a expressió d'un cos sa i en harmonia amb l'univers.
Del punt de vista tècnic l'obra fa un recorregut per 100 plantes i derivats, preparats d'origen animal i derivats, minerals, els ingredients per una seixantena de preparacions.
Les mulieres salernitanae són sovint citades en l'obra com a exemple de bellesa. La majoria de les plantes esmentades al tractat, així com les altres que utilitzava l'escola mèdica de Salerno per als preparatius, eren inicialment autòctones a la zona de Salerno, però després, sobretot a partir del segle xiv, es conrearen juntament amb altres plantes introduïdes al jardí. de la Minerva de Salern. L'origen de les plantes introduïdes va ser l'Orient Mitjà, o fins i tot l'americà, testimoniant el fet que el treball de Trotula va sofrir revisions i actualitzacions d'edició en edició, també amb l'afegit de remeis més recents.